# هورشووسکی تین
هورشووسکی تین (به چکی: Horšovský Týn) یک منطقهٔ مسکونی در جمهوری چک است که در ناحیه دوماژلیتسه واقع شده‌است. هورشووسکی تین ۴٬۹۰۶ نفر جمعیت دارد.

## خواهرخوانده
شهرهای نابورگ و Grossaffoltern خواهرخوانده‌های هورشووسکی تین هستند.